# Низовське
Ни́зовське (рос. Низовское) — присілок у складі Підосиновського району Кіровської області, Росія. Входить до складу Яхреньзького сільського поселення.
Населення становить 88 осіб (2010, 113 у 2002).
Національний склад станом на 2002 рік — росіяни 92 %.